# 岸根町
岸根町（きしねちょう）は、神奈川県横浜市港北区の町名。丁番を持たない単独町名である。住居表示未実施区域。

## 地理
港北区南部に位置する。北で新横浜一丁目、鳥山町、東で篠原町、南で神奈川区六角橋、西で三枚町、片倉五丁目と隣接する。学校用地及び公園用地が面積の半ばを占め、他は小規模の商店及び住宅が占める。

### 字
| - 砂田 - 榎戸 - 山王山 - 谷上 | - 大堀 - 清田塚 - 釜谷 |

## 歴史
岸根町（自治体）は1889年（明治22年）4月1日に町村制施行で橘樹郡小机村（後に城郷村に改称）大字岸根となる。1927年（昭和2年）10月1日に横浜市に編入され、岸根町(町丁)として新設された。

### 地名の由来
- 『新編武藏風土記稿』の「岸根村」の項に“古は、此邉（このへん）すべて沼なるによってしかりと云（いふ）。當（とう）所は、其沼の岸にそひたる根なりしゆへ、この名を得たる”の記録がある[6]。

## 歴史

### 沿革
- 江戸時代は、幕府領・岸之根村であった。
- 1871年（明治4年） 11月14日 - 全域が神奈川県の管轄となる。1878年（明治11年）、郡区町村編制法により行政区画としての橘樹郡が編成され、岸根村として編入された。
- 1889年（明治22年）4月1日 - 町村制の施行により、岸根村、小机村、鳥山村（現横浜市港北区）、下菅田村、羽沢村、三枚橋村、片倉村、六角橋村、神代寺村（現横浜市神奈川区）が合併し、小机村となる。
- 1902年（明治35年））2月5日 - 小机村が城郷村に町名変更された。
- 1927年（昭和2年）4月1日 - 城郷村が横浜市に編入され、横浜市岸根町となる[7]。
- 1927年（昭和2年）10月1日 - 横浜市が区制を施行し、神奈川区を設置、横浜市神奈川区岸根町となる[8]。
- 1939年（昭和14年）4月1日 - 港北区が新設され岸根町は港北区に編入され、横浜市港北区岸根町となる[9]。
- 1965年（昭和40年）7月1日 - 住居表示の実施に伴い、神奈川区六角橋町の一部を編入し、岸根町の一部を神奈川区六角橋六丁目に編入する[10]。
- 1975年（昭和50年）11月6日 - 土地区画整理事業の施行に伴い、岸根町の一部を新横浜一丁目、新横浜二丁目に編入[11]。
- 2003年（平成15年）10月27日 - 住居表示の実施に伴い、神奈川区片倉町の一部を編入する[12]。

## 世帯数と人口
2025年（令和7年）6月30日現在（横浜市発表）の世帯数と人口は以下の通りである。
| 町丁   | 世帯数    | 人口    |
| ------ | --------- | ------- |
| 岸根町 | 2,194世帯 | 4,257人 |

### 人口の変遷
国勢調査による人口の推移。
| 年                 | 人口  |
| ------------------ | ----- |
| 1995年（平成7年）  | 2,779 |
| 2000年（平成12年） | 3,239 |
| 2005年（平成17年） | 3,512 |
| 2010年（平成22年） | 3,790 |
| 2015年（平成27年） | 4,032 |
| 2020年（令和2年）  | 4,248 |

### 世帯数の変遷
国勢調査による世帯数の推移。
| 年                 | 世帯数 |
| ------------------ | ------ |
| 1995年（平成7年）  | 1,193  |
| 2000年（平成12年） | 1,455  |
| 2005年（平成17年） | 1,591  |
| 2010年（平成22年） | 1,797  |
| 2015年（平成27年） | 1,913  |
| 2020年（令和2年）  | 2,071  |

## 学区
市立小・中学校に通う場合、学区は以下の通りとなる（2024年11月時点）。
| 番地 | 小学校             | 中学校             |
| ---- | ------------------ | ------------------ |
| 全域 | 横浜市立城郷小学校 | 横浜市立城郷中学校 |

## 事業所
2021年（令和3年）現在の経済センサス調査による事業所数と従業員数は以下の通りである。
| 町丁   | 事業所数  | 従業員数 |
| ------ | --------- | -------- |
| 岸根町 | 106事業所 | 795人    |

### 事業者数の変遷
経済センサスによる事業所数の推移。
| 年                 | 事業者数 |
| ------------------ | -------- |
| 2016年（平成28年） | 84       |
| 2021年（令和3年）  | 106      |

### 従業員数の変遷
経済センサスによる従業員数の推移。
| 年                 | 従業員数 |
| ------------------ | -------- |
| 2016年（平成28年） | 708      |
| 2021年（令和3年）  | 795      |

## 交通

### 鉄道
- 東部に横浜市営地下鉄ブルーライン（3号線）の岸根公園駅（所在地は篠原町となっている）がある。

岸根公園駅付近で東海道貨物線（相鉄・JR直通線が通る）が交差する。また北部に相鉄新横浜線が通る。いずれも駅はない。

### 道路
- 神奈川県道12号横浜上麻生線が中央を通っている。
- 北端に環状2号線（岸根交差点）、
- 南東に横浜市主要地方道85号鶴見駅三ツ沢線（西岸根交差点：その名に反し岸根町の東端である）が通る。

### バス
横浜市営バス39系統の岸根、岸根谷戸、岸根山王下の各停留所および同じ横浜市営バス291系統の岸根公園前停留所がある。

## 施設
- 神奈川県立岸根高等学校
- 緑道・公園
  - 岸根公園
- 身近な公園
  - 岸根山王山公園
  - 岸根大堀公園
- スポーツ関連施設
  - 神奈川県立武道館
  - 岸根公園軟式野球場
- 保育園
  - 岸根保育園（私立）
- 神社・仏閣
  - 岸根杉山神社
  - 貴雲寺
- その他
  - 山王山遺跡(現岸根高校敷地)

## その他

### 日本郵便
- 郵便番号 : 222-0034[3]（集配局：港北郵便局[22]）

### 警察
町内の警察の管轄区域は以下の通りである。
| 番・番地等 | 警察署     | 交番・駐在所   |
| ---------- | ---------- | -------------- |
| 全域       | 港北警察署 | 新横浜駅前交番 |